# Corythoichthys flavofasciatus
Corythoichthys flavofasciatus är en fiskart som först beskrevs av Ruppell 1838.  Corythoichthys flavofasciatus ingår i släktet Corythoichthys och familjen kantnålsfiskar. Inga underarter finns listade i Catalogue of Life.